# 1993 KR
1993 KR är en asteroid i huvudbältet som upptäcktes den 26 maj 1993 av den japanska astronomen Satoru Otomo i Kiyosato.
Asteroiden har en diameter på ungefär 4 kilometer.